# Корд (тканина)

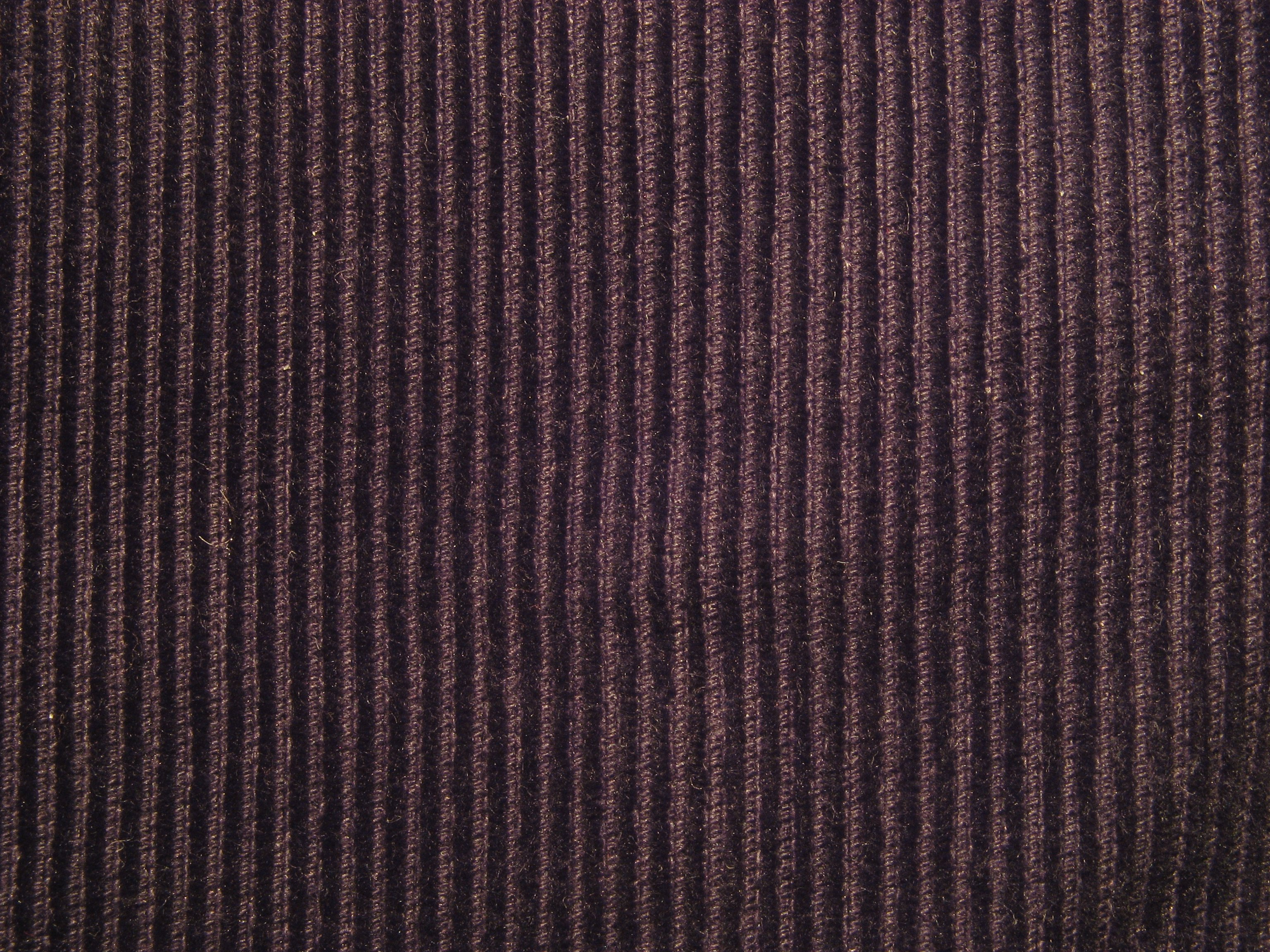
Бавовняний корд

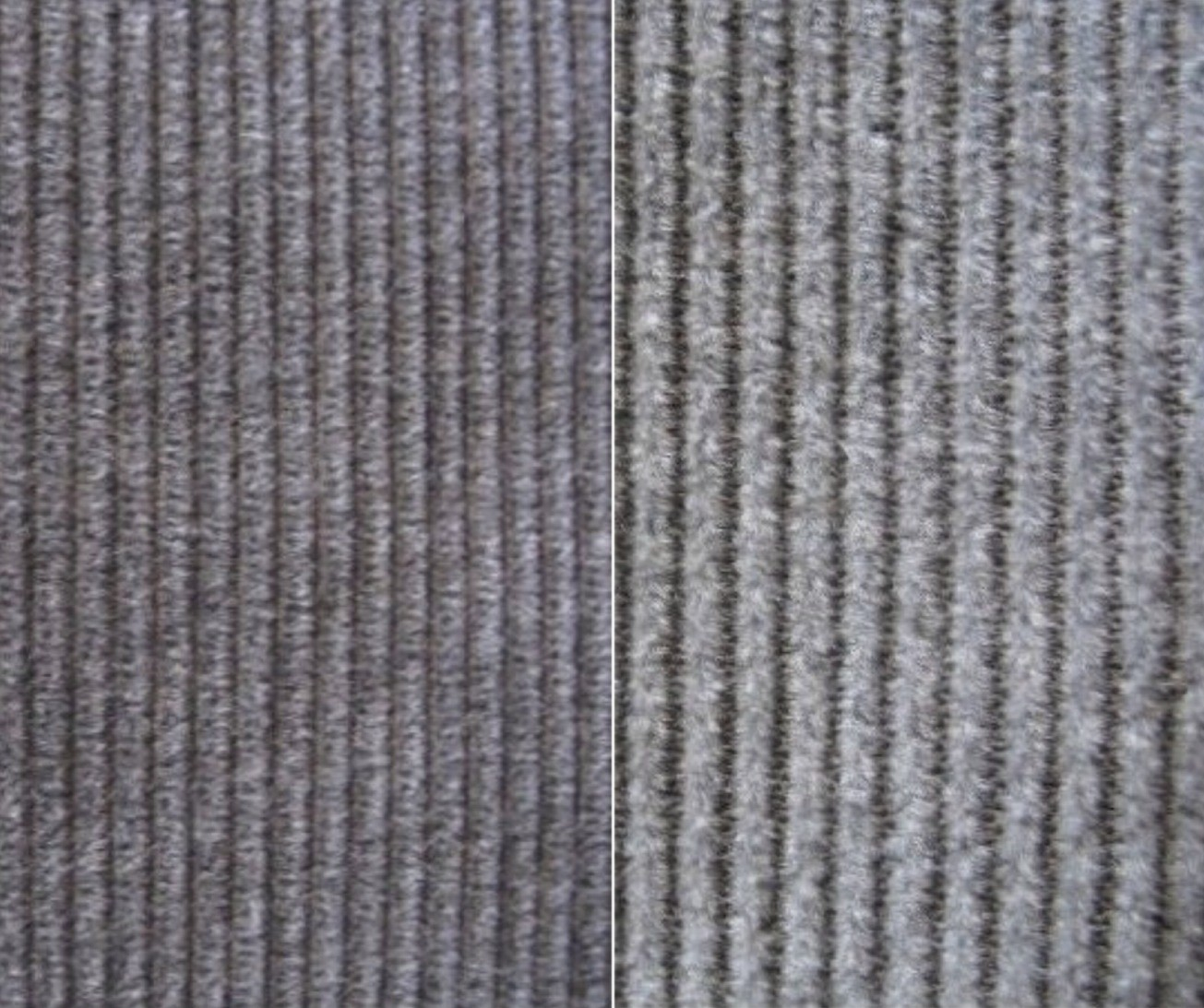
Бавовняний і вовняний корд

Корд — вовняна тканина особливого переплетення, що створює на її лицьовій поверхні поздовжні рубчики шириною близько 3-8 мм. Залежно від щільності і товщини корд вживають для пошиття суконь, костюмів або пальто. Найважчими і найщільнішими кордами оббивають сидіння легкових автомобілів.
Виготовляється шляхом вплетення додаткових наборів волокон в основну тканину для утворення вертикальних хребтів, які називаються валиками. Вони побудовані так, що при розрізанні їх на ворс видно чіткі лінії. Вважається міцною тканиною і використовується для виготовлення штанів , піджаків і сорочок. Середні, вузькі та тонкі тканини зазвичай зустрічаються в одязі, що носить вище талії. Для корду часто використовують інші назви, як от вельвет.